# Сбитнев, Стас Андреевич
Сбитнев Стас Андреевич (18 марта 1918, Москва — 26 августа 2002, Кемерово) — советский и российский ученый, специалист в области информационной и библиотечной деятельности. Основатель и идеолог кемеровской библиотечной школы, новатор, стоявший у истоков автоматизации информационного поиска, заслуженный работник культуры РСФСР, профессор Кемеровского государственного института культуры.
Главным направлением научно-практической и педагогической деятельности С. А. Сбитнева явилась комплексная механизация и автоматизация библиотечно-библиографических и информационных процессов. Его смелые новаторские работы получили известность уже в 1960-е годы, когда в стране определялись подходы к созданию механизированных и автоматизированных библиотечных и информационных систем. В их числе автоматизированная информационно-поисковая система «Квантор», за которую он награждён золотой медалью ВДНХ СССР. Его деятельность в этой сфере олицетворяет историю развития механизации и автоматизации в библиотечном и информационном деле. С. А. Сбитнев широко известен в информационно-библиотечной среде России и стран ближнего зарубежья как высококвалифицированный специалист, генератор новых идей, разработчик прогрессивных концепций и идеологий, талантливый исследователь и педагог, воспитавший огромную плеяду библиотечных и информационных кадров.

## Биография
Родился Стас Андреевич Сбитнев 18 марта 1918 г. в Москве в семье рабочего. Детство провел в деревне (на родине отца) в Белгородской области. Школу окончил с отличием и поступил в электротехнический техникум. После окончания техникума (17 лет) в 1935 г. поступил на дневное отделение Московского государственного университета на исторический факультет (одновременно подрабатывал на железной дороге).
В феврале 1939 г. с пятого курса МГУ по специальному набору призван в Советскую Армию и направлен учиться в Севастопольское высшее военно-морское училище. С. А. Сбитнев был в составе морских пехотинцев, освобождавших Феодосию, участвовал в обороне Севастополя (командовал подразделением противотанковых ружей). За оборону Севастополя он получил орден Красной Звезды. Орден Отечественной войны 2-й степени он получил за операцию по перехвату дороги под Таганрогом (при этом он не потерял ни единого человека). С 43 года командовал огневым взводом РС-8, в распоряжении которого были знаменитые «Катюши». Он прошел войну от начала до конца в составе морской пехоты и закончил её в Магдебурге в звании мичмана.
С. А. Сбитнев достойно выполнял ратный долг защитника Родины; он награждён тремя орденами — «Красной звезды», «Отечественной войны» I и II степени, многими медалями.
В 1945 году (после победы) получил назначение в г. Новохоперск комсоргом в минометном батальоне. В этом городе он нашел свою любовь — Гудзь Александру Яковлевну, с которой они прожили всю жизнь и воспитали двоих сыновей.
После демобилизации С. А. Сбитнев некоторое время работал в Москве в Министерстве тяжелой индустрии. В 1946 г.переехал в Кузбасс к своему брату, где с 1946 по 1950 г. работал комсоргом ЦК ВЛКСМ на Кемеровской ГРЭС, первым секретарем Центрального райкома комсомола г. Кемерово, помощником председателя Кемеровского облисполкома, директором областного лекционного бюро.
С 1950 г. трудовая биография С. А. Сбитнева связана со служением информационному и библиотечному делу, когда его назначили заведующим научно-технической библиотекой Кемеровского горного института. С 1952 по 1957 г. он заочно учился в Московском государственном библиотечном институте, сочетая учёбу с профессиональной деятельностью.
В 1969 г. С. А. Сбитнев приступил к работе в Кемеровском государственном институте культуры в должности заведующего кафедрой, где и проработал до окончания своей жизни. 26 августа 2002 года С. А. Сбитнев ушел из жизни в возрасте 84-х лет.

## Научные и трудовые достижения
Заведующий научно-технической библиотекой Кемеровского горного института, заведующий отделом справочной информации, затем заместитель директора по научной работе Кемеровского межотраслевого центра (ранее Центрального бюро) научно-технической информации (ЦНТИ), профессор, заведующий кафедрой Кемеровского государственного института культуры (КемГИК) — основные вехи трудовой биографии С. А. Сбитнева.
Сбитнев С. А. являлся руководителем коллектива авторов создавших целую серию отраслевых дескрипторных словарей (горное дело, химия — общие вопросы химической технологии, металлургия, сельское хозяйство, машиностроение, электротехника, пищевая промышленность, железнодорожный транспорт, автомобильный транспорт и др.) Изданные Государственным научно-исследовательским институтом по научно-технической информации и пропаганде в РСФСР, они нашли широкое применение в практике работы межотраслевых территориальных центрах научно-технической информации Российской Федерации при координатном индексировании документов и запросов.
На основе разработанных С. А. Сбитневым концепций и технического задания, Томским институтом радиоэлектроники и электронной техники была создана автоматизированная информационно-поисковая система «Квантор» (1966 г.-1970 г.). Для работы машины было необходимо создание информационно-поискового языка. Под руководством С. А. Сбитнева появился первый в СССР рабочий информационно-поисковый язык в комбинированной системе поиска информации, реализуемой на перфокартах с автоматическим поиском информации по двум, трем или нескольким характеристикам одновременно. Государственный комитет по науке и технике СССР одобрил «Квантор» и такие системы стали действовать в десятках центров научно-технической информации на территории страны.
Автоматизированная информационно-поисковая система «Квантор» была выставлена на ВДНХ СССР и в 1972 году была отмечена пятью золотыми медалями: две за дескрипторные словари и три за сам электронный блок, составляющий неотъемлемую часть системы.
Появление «Квантора» позволило самым широким образом внедрить в практику систему избирательного распространения информации (ИРИ) для главных специалистов, инженеров.
С. А. Сбитнев был идейным вдохновителем подготовки кадров для автоматизированной обработки информации в библиотеке. С его деятельностью связано открытие отделения технических библиотек, организация подготовки библиотекарей-библиографов нового типа. И в 1980 году на кафедре научно-технической информации Кемеровского государственного института культуры, возглавляемой С. А. Сбитневым, впервые в стране начинают обучаться специалисты библиотекари со специализацией — технолог автоматизированных библиотечных систем. В Кемеровском государственном институте культуры специалисты данного профиля выпускаются и по сей день.
Также с деятельностью С. А. Сбитнева связан переход к открытию в Кемеровском государственном институте культуры новой специальности «Информационные системы» и подготовке информатиков-технологов автоматизированной обработки информации, а также преобразование библиотечного факультета КГИК в факультет информационных технологий.
Ещё одной весомой инновацией для вузов культуры стало внедрение С. А. Сбитневым дипломирования как качественно нового уровня завершающего этапа обучения, обеспечивающего подготовку творческих, конкурентоспособных кадров
Среди учеников С. А. Сбитнева — четыре доктора наук (Г. Ф. Гордукалова, Н. И. Гендина, И. С. Пилко, В. И. Грачев), свыше 30 кандидатов наук (Н. И. Колкова, Ю. Б. Ли, Г. А. Стародубова, А. Г. Гук, Э. В. Кузьмина, О. И. Алдохина, И. Л. Скипор и др.). Большинство преподавателей на выпускающих кафедрах факультета информационных и библиотечных технологий Кемеровского государственного института культуры — его воспитанники.
Среди направлений научных исследований и разработок, провозглашенных С. А. Сбитневым и реализуемых сегодня его учениками и соратниками, следует назвать:
- создание и интеграция информационных ресурсов (в том числе электронных информационных ресурсов) как важнейших компонентов информационного обеспечения автоматизированных библиотечно-информационных систем (АБИС);
- рассмотрение библиотеки, информационного учреждения как технологической системы;
- развитие теории лингвистического обеспечения библиотечно-информационных технологий как основы повышения качества информационных ресурсов;
- использование формализованных методов информационного анализа и синтеза при подготовке информационных продуктов и услуг;
- совершенствование системы подготовки библиотечных и информационных кадров, ориентированных на работу в условиях автоматизированных информационно-библиотечных систем и сетей.

## Избранные публикации о нём
1. Абрамов К. И. Реальные возможности совершенствования библиотечного образования // Сов.библиотековедение. — 1986.- № 5.- С.3-11.
2. Гендина, Н. И. Большой талант дала ему судьба... // Библиосфера. — 2008. — № 2. — С. 55-59
3. Коготков Д. Мои встречи с юбиляром // Науч. и техн. б-ки. — 1998.- № 5. — С.44-50.
4. Колкова Н. И. С. А. Сбитневу — 70 лет // Науч. и техн. б-ки СССР.-1988.- № 4.- С.28-29.
5. Кочетков В. В. Проблемы и пути совершенствования высшего библиотечного и культурно-просветительского образования в свете решений XXVI съезда КПСС // Актуальные проблемы культуры и пути совершенствования высшего библиотечного и культурно-просветительского образования. — Москва, 1981.- С.3-15.
6. Наследие С. А. Сбитнева: ученого, педагога, новатора: сборник материалов научно-практической конференции, посвященной 90-летию со дня рождения С. А. Сбитнева (Кемерово, Новокузнецк, 14-19 марта 2008 г.) / Кемеровский государственный университет культуры и искусств. — Кемерово: КемГУКИ, 2008.-237с.
7. Пилко И. С. Слово об учителе // Науч. и техн. б-ки. — 1998.- № 6. — С.41-44.
8. Стас Андреевич Сбитнев: Жизнь отданная людям. Хроника. Воспоминания. Исследования. — Кемерово: Кемеровс. гос. акад. культуры и искусств, 2003. — 344с.: ил.
9. Стратович В. Г. Информацию ищет «Квантор» // ВДНХ СССР.- 1971.- № 10.- С.23.
10. Тимошин И. Р., Романов И. Н. Состояние и задачи работы библиотечных факультетов вузов в свете решений XXVI съезда КПСС и последующих пленумов ЦК КПСС // Высшее библиотечно-библиографическое образование в СССР: вопросы содержания и организации / МГИК. — Москва, 1984. — С.7-12.
11. Туев В. В. Сбитнев и его ученики // Библиотекарь. — 1987. — № 7. — С.2-5.
12. Электронный библиотекарь / Пастушенко Е. // Правда. — 1977.- 17 мая.